# Аврора (телеведуча)
Аврора (справжнє ім'я Ірина Юріївна Юдіна (рос. Ирина Юрьевна Юдина); 18 липня 1973, Орєхово-Зуєво) — російська телеведуча, акторка і фотомодель.

## Біографія
Народилася 18 липня 1973 р. в підмосковному Орехово-Зуєві.
В 1990 р. закінчила середню школу-десятирічку.
з січня 1990  по грудень 1995 — роки навчання в Нижегородській архітектурно-будівельній академії (архітектурний факультет, спеціальність «міське будівництво»).
З лютого 1996 по вересень 2007 р. — штатна ведуча телеканалу Муз-ТВ (вела програми: «Кліпоманія», жіноче ток-шоу «Соковижималка» (разом з Дариною Суботіною), ранковий розважальний канал «Життя прекрасне», «Вечірній дзвін», «Сієста» та багато інших, протягом п'яти років вела «Хіт-парад 20»).
З січня 1997 по грудень 2000 рр. Аврора — рекламне «обличчя» американської жувальної гумки «Wrigley».
З серпня 2003 по березень 2004 р. на ОРТ разом з Єгором Дружиніним вела щотижневу телеверсію конкурсу «Золотий грамофон».
З березня 2006 р. одна з провідних «Клубу колишніх дружин» на ТНТ (разом з Вірою Сотниковою, Лерою Кудрявцевою і Жанною Еппле).
Знялася у двох фільмах — «У русі» (2002, реж.  Ф. Янковський; невелика роль телеведучої по імені Єва) і «Ніхто не знає про секс» (2006, реж.  А. Гордєєв; роль Ангеліни).
Вела телепрограми «Золотий грамофон» і «Музична фішка» в Казахстані.

### Особисте життя
Влітку 2003 р. вона вийшла заміж за Олексія Треймана, з яким познайомилася в 1998 р. Разом працювали на каналі Муз-ТВ, Олексій був асистентом режисера.
- Чоловік — телережисер  Олексій Трейман.
- Дочка Аврора Трейман (24 червня 2004).
- Подруга — Валерія, (нар. 17 квітня 1968)  — російська естрадна співачка (контральто) і фотомодель.

### Телебачення
- «Кліпоманія»
- «Соковижималка»
- « Життя прекрасне»
- «Вечірній дзвін»
- «Сієста»
- «Хіт-парад 20»
- «Золотий грамофон»
- «Клуб колишніх дружин»
- «Музична фішка»
- "Попелюшка. Перезавантаження "

### Фільмографія
- 1994 — Зона Любе — епізод
- 2002 — У русі —  телеведуча Єва
- 2006 — Ніхто не знає про секс —  Ангеліна
- 2010 — Москва, я люблю тебе! —  епізод